# Gustaf Erik Hedman
Gustaf Erik Hedman (né en 1777 à Oulu et mort en 1841) est un artiste peintre finlandais. 

## Biographie
Il a étudié à l'académie royale des arts de Suède.
Il est le père de Johan Gustav Hedman.

## Œuvres
Parmi ses œuvres :
- 1816 : Retable de l'église d'Ähtävä[2],
- 1819 : Retable de l'église de Vähäkyrö[3].